# Comuna Pervomaiske, Simferopol
Pervomaiske (în ucraineană Первомайське) este o comună în raionul Simferopol, Republica Autonomă Crimeea, Ucraina, formată din satele Ceaikîne, Krasne și Pervomaiske (reședința).

## Demografie
Componența lingvistică a comunei Pervomaiske
     Rusă (63,83%)
     Tătară crimeeană (17,76%)
     Ucraineană (17,24%)
     Alte limbi (0,69%)
Conform recensământului din 2001, majoritatea populației comunei Pervomaiske era vorbitoare de rusă (63,83%), existând în minoritate și vorbitori de tătară crimeeană (17,76%) și ucraineană (17,24%).